# Баатц, Бернхард
Бернхард Георг Артур Баатц (нем. Bernhard Georg Artur Baatz; 19 ноября 1910, Дёрниц, Саксония, Пруссия, Германская империя — 26 апреля 1978, Дюссельдорф, Северный Рейн-Вестфалия, ФРГ) — немецкий юрист, оберштурмбаннфюрер СС, командир полиции безопасности и СД в Эстонии, начальник айнзацкоманды 1, входившей в состав айнзацгруппы A и осуществлявшей массовые убийства в Прибалтике.

## Биография
Бернхард Баатц родился 19 ноября 1910 года в семье инспектора военно-административной службы. Посещал школу в городе Грауденц. В связи с тем, что большая часть территории Западной Пруссии после Первой мировой войны перешла к Польше, ему вместе с семьей пришлось переехать в Дессау. Здесь Баатц учился в гуманитарной гимназии. Потом изучал юриспруденцию в университетах Йены и Галле. Во время учёбы в 1929 году вступил в студенческую корпорацию «Тевтония Йена».
1 февраля 1932 года вступил в НСДАП (билет № 941790), а 1 июля 1932 года был зачислен в ряды СС (№ 46414). Затем Баатц поступил на службу в отделение гестапо в Берлине. В феврале 1937 года стал сотрудником отдела по церковным вопросам в гестапо.
Во время польской кампании с сентября по ноябрь 1939 года служил в штабе 4-й айнзацгруппы. В декабре 1939 года вернулся в отделение гестапо, которое вместе с управлением уголовной полиции и СД вошло в состав недавно образованного Главного управления имперской безопасности (РСХА). До января 1940 года возглавлял отдел II O (оккупированные польские территории), позже преобразованный в отдел IV D2 (дела Генерал-губернаторства) в РСХА. В июле 1940 года в звании штурмбаннфюрера СС возглавил отдел IV D4 (оккупированные Франция, Дания, Нидерланды, Бельгия, Люксембург и Норвегия) РСХА. С апреля 1941 года заведовал секцией по делам иностранных рабочих. С декабря 1941 года представлял в РСХА группу «по вопросам безопасности и эксплуатации иностранцев».
С 1 августа 1943 по 15 октября 1944 года руководил айнзацкомандой 1 в составе айнзацгруппы A и действовавшей на территории Эстонии. В задачу данного подразделения входила ликвидация «расово неполноценных элементов и врагов государства». С ноября 1943 по октябрь 1944 года был командиром полиции безопасности и СД в Эстонии. В конце 1944 года был переведён в дистрикт Кракау, где стал командиром полиции безопасности и СД, а потом был переведён в качестве командира полиции безопасности и СД в судетский город Райхенберг.
После войны скрывался под чужим именем. Затем нашёл работу в страховой кампании в Дюссельдорфе. Затем стал директором жилищный ассоциации Mannesmann в Дуйсбурге. 26 июня 1967 года по требованию генеральной прокуратуры Берлина был арестован и заключён в тюрьму Моабит. Ему вменялось в вину казнь без суда и следствия 240 польских рабочих. Тем не менее привлечь его к судебной ответственности не удалось и в декабре 1968 года он был выпущен из заключения. Умер 26 апреля 1978 года.